# George Pólya
George Pólya, né Pólya György (prononcé : /ˈpoːjɒ ˈɟørɟ/) à Budapest (Hongrie) le 13 décembre 1887 dans une famille juive hongroise convertie au catholicisme en 1886 et mort à Palo Alto (États-Unis) le 7 septembre 1985, est un mathématicien américain d'origine hongroise et suisse.

## Biographie
Après des études secondaires classiques, il est admis en 1905 à l'université de Budapest où il passe du droit à la linguistique, à la philosophie et finalement à la physique et aux mathématiques. En 1910-1911, il poursuit ses études à l'université de Vienne puis retourne à Budapest pour un doctorat de mathématiques, et séjourne bientôt à Göttingen puis à Paris en 1914. Il accepte alors un poste à l'École polytechnique fédérale de Zurich (EPFZ) auprès d'Adolf Hurwitz ; il est naturalisé suisse en 1918. Il passe l'année 1924 tantôt à Oxford tantôt à Cambridge, et devient professeur à l'EPFZ en 1928.
Ayant séjourné aux États-Unis en 1933, il décide en 1940 de s'y établir et il est finalement recruté à l'université Stanford. Il y écrit sa méthode Comment poser et résoudre un problème à partir d'une première version en allemand, sur une approche heuristique des mathématiques fondée sur la résolution de problèmes, dans un style « fait pour comprendre ».
Il ne retourne en Hongrie qu'en 1967.

## Travaux
Ses travaux sont de deux ordres : 
- des résultats nombreux et importants sur les séries, la théorie des nombres, la combinatoire (avec notamment des applications en physique et en chimie) et les probabilités, en particulier sur les marches aléatoires ;
- au moins quatre ouvrages en vue d'une pédagogie mathématique de découverte par construction fondée sur les méthodes de résolution des problèmes, en réaction semble-t-il aux méthodes subies au lycée.